# ناژم
ناژم (به لاتین: Narzym) یک روستا در لهستان است که در گمینا ایوووو-اوسادا واقع شده‌است. ناژم ۱٬۷۰۰ نفر جمعیت دارد.